# Pomnik świętego Włodzimierza w Gdańsku
Pomnik świętego Włodzimierza w Gdańsku – posąg na cokole autorstwa ukraińsko-polskiego artysty rzeźbiarza Giennadija Jerszowa, znajdujący się na skwerze przed konkatedrą greckokatolicką świętego Bartłomieja i Opieki Najświętszej Bogurodzicy w Gdańsku. Projekt architektoniczny arch. Stanisław Szymański z Gdańska.

## Opis pomnika
Odlana z brązu figura świętego Włodzimierza Wielkiego powstała na północy Ukrainy, w Czernihowie – rodzinnym mieście autora monumentu. Pomnik mierzy 4,5 metra wysokości. Święty Włodzimierz z koroną na głowie trzyma w lewej ręce krzyż kijowski, zaś w prawej miniaturę ufundowanej przez siebie Cerkwi Dziesięcinnej w Kijowie, niezachowanej do naszych czasów. 
Koszty budowy pomnika, odsłoniętego 23 maja 2015, zostały pokryte wyłącznie z datków darczyńców, przede wszystkim członków rozsianej po całym świecie diaspory ukraińskiej.

Na cokole pomnika wyryto inskrypcję w czterech wersjach językowych. Od frontu znajdują się napisy w językach: polskim i ukraińskim, po bokach w językach: niemieckim (z prawej) i angielskim (z lewej). Treść inskrypcji: 

Św. Włodzimierz Wielki
Książę kijowski †1015
Chrzciciel
Rusi-Ukrainy 988
Współtwórca
Chrześcijańskiej Europy